# Julija Stepanova (atleta)
Julija Igorevna Rusanova, coniugata Stepanova (in russo Юлия Игоревна Русанова?; Kursk, 3 luglio 1986), è una mezzofondista russa, specializzata negli 800 e 1500 metri piani.

## Biografia
Il 26 febbraio 2016 la IAAF annunciò la squalifica di due anni della Stepanova in seguito ad anomalie riscontrate nel suo passaporto biologico. Tutti i suoi risultati a partire dal 3 marzo 2011 furono cancellati.
Nel 2014 lei e suo marito Vitaliy Stepanov, un ex impiegato dell'agenzia dell'antidoping russa RUSADA, parteciparono a un documentario di Hajo Seppelt, prodotto dalla rete televisiva tedesca Das Erste, accusando il sistema sportivo russo di fare largo uso di doping. I due dichiararono che i funzionari russi fornivano sostanze vietate agli atleti in cambio del 5% dei loro guadagni e che falsificavano i test antidoping in complicità con gli ufficiali preposti a tali controlli.
Anche se la IAAF decise di non togliere la squalifica per doping agli atleti russi prima dei Giochi olimpici di Rio, ad alcuni atleti russi fu permesso di gareggiare come atleti neutrali indipendenti. Questa decisione permise alla Stepanova di gareggiare "per il suo eccezionale contributo alla lotta contro il doping nello sport". Il 1º luglio 2016 la IAAF ha approvato la sua richiesta di gareggiare come atleta neutrale indipendente. La sua prima partecipazione a un evento internazionale con questo status è stata ai campionati europei di Amsterdam del 2016.

## Progressione

### 800 metri piani
| Stagione | Tempo   | Luogo     | Data      | Rank. Mond. |
| -------- | ------- | --------- | --------- | ----------- |
| 2015     | 2'01"31 | Ratisbona | 6-6-2015  | 71ª         |
| 2010     | 1'59"85 | Montreuil | 8-6-2010  | 32ª         |
| 2009     | 1'58"99 | Čeboksary | 23-7-2009 | 13ª         |
| 2008     | 2'01"2  | Tula      | 5-7-2008  | 68ª         |
| 2007     | 2'03"74 | Tula      | 18-6-2007 | 151ª        |

## Palmarès
| Anno                                                | Manifestazione  | Sede      | Evento      | Risultato | Prestazione | Note  |
| --------------------------------------------------- | --------------- | --------- | ----------- | --------- | ----------- | ----- |
| In rappresentanza della Russia                      |                 |           |             |           |             |       |
| 2011                                                | Europei indoor  | Parigi    | 800 m piani | dq        | 2'00"80     | [ 5 ] |
| 2011                                                | Mondiali        | Taegu     | 800 m piani | dq        | 1'59"74     | [ 6 ] |
| 2012                                                | Mondiali indoor | Istanbul  | 800 m piani | dq        | 2'01"87     | [ 6 ] |
| In rappresentanza degli Atleti Neutrali Autorizzati |                 |           |             |           |             |       |
| 2016                                                | Europei         | Amsterdam | 800 m piani | Batteria  | dq          |       |